# اتابک نادری
اتابک نادری (زاده ۱۵ اسفند ۱۳۴۹، اردبیل) بازیگر سینما و تلویزیون اهل ایران است.

## زندگی‌نامه
اتابک نادری متولد ۱۳۴۹ در اردبیل بوده، فعالیت هنری خود را از سال ۱۳۶۴ با تئاتر دانش‌آموزی آغاز کرد و پس از کسب تجربه بازی، در سال ۱۳۶۹ نویسندگی و کارگردانی در حوزه تئاتر را نیز به کارنامه هنری خود افزود؛ از جمله کارگردانی نمایش «دپوتات» که در سال‌های ۹۶–۹۷ در تهران، تبریز و زادگاهش اردبیل به روی صحنه برد و تماشاچیان بسیاری را پای اجرا نشاند.
او از سال ۱۳۷۳ تاکنون به صورت حرفه‌ای در عرصه تلویزیون نیز فعالیت دارد و اغلب مردم او را با سریال «در پناه تو» به کارگردانی حمید لبخنده به خاطر سپردند تا اینکه با حضور در «لژیونر»، «گاندو» و «بچه مهندس» به چهره آشناتری برای مخاطبان تلویزیون بدل شد.
نادری در سال ۷۷ با فیلم سینمایی «هیوا» به کارگردانی رسول ملاقلی‌پور نخستین تجربه سینمایی خود را کسب کرد و سپس با بازی در خانه پدری، چشم عقاب، ترنج، متولد ماه مهر و عشق فیلم را به سابقه خود افزود اما در این حوزه کم کارتر از باقی حوزه‌ها بوده‌است. شورای ارزشیابی هنرمندان، نویسندگان و شاعران کشور با بررسی سوابق و فعالیت‌های اتابک نادری، بازیگر و کارگردان تئاتر گواهینامه درجه یک هنری در رشته هنرهای نمایشی را به او اعطا کرد.

## سایر فعالیت‌ها
تأسیس اداره برنامه‌های نمایشی استان و مرکز آموزش تئاتر در اردبیل، مدیریت هماهنگی تئاتر استان‌های اداره کل هنرهای نمایشی، بازسازی و احیای تماشاخانه سنگلج و تئاترشهر از جمله خدمات او برای تئاتر بوده و پژوهش، تدوین و تألیف کتاب «سیر نمایش در اردبیل» (مروری بر تاریخچه تئاتر، سینما و نمایش در اردبیل)، نگارش مروری بر تاریخچه تماشاخانه سنگلج، گردآوری و چاپ مجموعه کارت پستال‌های «صحنه‌های ماندگار» شامل عکس‌های قدیمی هنرمندان و نمایش‌های سنگلج، تنظیم و چاپ تقویم اختصاصی تئاتر سنگلج و تئاتر شهر، تألیف «تئاتر به زبان ساده» ‏ و تدوین «آموزش مقدماتی تئاتر» از فعالیت‌های مکتوب این هنرمند به‌شمار می‌رود.

## سینما
- پرواز ۱۷۵ (۱۴۰۲)
- های پاور (۱۴۰۲)
- اینجا هم باران می‌بارد (۱۳۹۷)
- جاودانگی (۱۳۹۴)
- شاید یک معجزه (۱۳۹۳)
- ترنج (۱۳۹۱)
- کلانتری غیرانتفاعی (۱۳۸۷ یدالله صمدی)
- عشق فیلم (۱۳۸۱ ابراهیم وحیدزاده)
- متولد ماه مهر (۱۳۷۸ احمدرضا درویش)
- چشم عقاب (۱۳۷۷ شفیع آقامحمدیان)
- کمکم کن (۱۳۷۷)
- هیوا (۱۳۷۷ رسول ملاقلی‌پور)

## تلویزیون
| سال  | عنوان                 | کارگردان                     |
| ---- | --------------------- | ---------------------------- |
| ۱۳۷۱ | جنگ ۳۹                | داریوش کاردان                |
| ۱۳۷۳ | او یک نویسنده بود     | مهرداد غفارزاده              |
| ۱۳۷۴ | حکایت میرزا یحیی      | حمید لبخنده                  |
| ۱۳۷۴ | در پناه تو            | حمید لبخنده                  |
| ۱۳۷۴ | نوروز ۷۵              | داریوش کاردان                |
| ۱۳۷۶ | روزگار وصل            | غلامرضا صیامی زاده           |
| ۱۳۷۸ | آواز پر جبرئیل        | حمید بهمنی                   |
| ۱۳۷۸ | روزهای زندگی          | سیروس مقدم                   |
| ۱۳۷۷ | مسافر شهرقصه‌ها        | رسول بابارضا                 |
| ۱۳۷۸ | سال‌های خاکستر         | محمدرضا ورزی                 |
| ۱۳۷۹ | کریم خان زند          | محمدرضا ورزی                 |
| ۱۳۷۹ | ولایت عشق             | مهدی فخیم زاده               |
| ۱۳۷۹ | ویروس ۲۰۰۰            | فریال بهزاد                  |
| ۱۳۷۹ | پسران آدم             | احمدرضا درویش                |
| ۱۳۸۹ | خانه پدری             | فریدون حسن پور               |
| ۱۳۸۰ | باران عشق             | احمد امینی/فریدون حسن پور    |
| ۱۳۸۰ | رهایی                 | بهزاد مولد                   |
| ۱۳۸۱ | بهار درمه             | کریم عظیمی                   |
| ۱۳۸۱ | نسخه نهایی            | علی حسن‌زاده                  |
| ۱۳۸۱ | کاخ تنهایی            | محمدرضا ورزی                 |
| ۱۳۸۲ | طلسم شدگان            | داریوش فرهنگ                 |
| ۱۳۸۳ | راز ققنوس             | نادر مقدس                    |
| ۱۳۸۳ | ماجراهای چموش و خموش  | شاهین باباپور                |
| ۱۳۸۴ | دوباره زندگی          | نادر مقدس                    |
| ۱۳۸۴ | زائر سرای ممتاز       | حمید بهمنی                   |
| ۱۳۸۴ | رؤیای مرده            | ابراهیم سلطان فر             |
| ۱۳۸۴ | پدرخوانده             | حمید قدکچیان                 |
| ۱۳۸۵ | حفره                  | فریدون فرهودی                |
| ۱۳۸۵ | طبقه دوم              | شاهین باباپور                |
| ۱۳۸۵ | ۵ دقیقه تا مرز        | جواد هاشمی                   |
| ۱۳۸۵ | پول کثیف              | جواد افشار                   |
| ۱۳۸۵ | عمارت فرنگی           | محمدرضا ورزی                 |
| ۱۳۸۶ | یک وجب خاک            | علی عبدالعلی زاده            |
| ۱۳۸۶ | خاندان                | سعید عالم زاده               |
| ۱۳۸۶ | پاتوق                 | شاهین باباپور                |
| ۱۳۸۶ | بجا مانده             | جواد افشار                   |
| ۱۳۸۶ | که عشق آسان شود اول   | محمدرضا بیاتی                |
| ۱۳۸۷ | بابای من یه قهرمانه   | یوسف سیدمهدوی                |
| ۱۳۸۸ | تبریز درمه            | محمدرضا ورزی                 |
| ۱۳۸۹ | دو روز در جاده        | شاهین باباپور                |
| ۱۳۸۹ | یک روز قبل            | صادق کرمیار                  |
| ۱۳۸۹ | ستایش ۱               | سعید سلطانی                  |
| ۱۳۹۰ | شوق پرواز             | یدالله صمدی                  |
| ۱۳۹۱ | خاطرات مرد ناتمام     | صادق کرمیار                  |
| ۱۳۹۲ | هوش سیاه ۲            | مسعود آب پرور                |
| ۱۳۹۲ | یادآوری               | حجت قاسم‌زاده اصل             |
| ۱۳۹۳ | کیفر                  | حسین تبریزی                  |
| ۱۳۹۵ | در قصه‌ها زندگی می‌کنند | داوود بیدل                   |
| ۱۳۹۶ | رنج پنهان             | بیژن میرباقری                |
| ۱۳۹۶ | لژیونر                | مسعود آب‌پرور                 |
| ۱۳۹۸ | گاندو                 | جواد افشار                   |
| ۱۳۹۸ | سلام آقای مدیر        | علیرضا توانا                 |
| ۱۳۹۸ | به رنگ خاک            | حسن لفافیان سید محسن یوسفی   |
| ۱۳۹۸ | سرگذشت                | سیدجمال سیدحاتمی             |
| ۱۳۹۹ | بچه مهندس ۳           | علی غفاری                    |
| ۱۳۹۹ | صفر بیست و یک         | سیدجواد رضویان، سیامک انصاری |
| ۱۴۰۰ | بچه مهندس ۴           | احمد کاوری                   |
| ۱۴۰۱ | بی نشان               | راما قویدل                   |
| ۱۴۰۱ | چسب زخم               | سید حامد تهرانی علوی         |
| ۱۴۰۳ | رخنه                  | علی غفاری                    |

تله فیلم
- پرستار (۱۳۷۴)
- هاتف بهشت (۱۳۷۵)